# Vito Cascio Ferro
Vito Cascio Ferro (ur. 22 stycznia 1862 w Palermo, zm. przypuszczalnie 1932) – włoski mafioso, jeden z największych przywódców mafii sycylijskiej w całej jej historii.
Swoją karierę przestępczą rozpoczął bardzo wcześnie: w roku 1884 został aresztowany za napad, a w 1893 za zastraszanie przedstawicieli władzy, kolejne napady i wymuszenia. W obawie przed aresztowaniem (zarzut udziału w porwaniu w 1899 r.) uciekł do Stanów Zjednoczonych (1901 r.), gdzie razem z siostrą otworzył mały sklepik na 103 ulicy Manhattanu. Podczas pobytu w Stanach podejrzany był o popełnienie morderstwa. Powrócił na Sycylię (1904 r.) zanim nowojorska policja wpadła na jego trop. Stopniowo rozszerzał swoje imperium (odpowiadał za wywózkę fałszywych pieniędzy do Stanów oraz przerzut członków swojej organizacji do Stanów Zjednoczonych). Podczas pobytu w Ameryce zdążył podporządkować sobie organizację o nazwie Czarna Ręka. To on zaproponował jej zreformowanie i zastosowanie nowych sztuczek przy wymuszaniu haraczy (Musicie zbierać śmietankę z mleka nie tłukąc butelki).
Ponosi odpowiedzialność za śmierć w 1909 r. Josepha Petrosina – nowojorskiego detektywa, który tropił włoskich przestępców i gromadził dowody umożliwiające ich deportację ze Stanów do Włoch. Najprawdopodobniej sam dokonał zabójstwa (choć niczego mu nie udowodniono). W książce Claire Sterling Vito przypisywał wyłącznie sobie zamordowanie Petrosina. Powiadał, że był on (Petrosino) odważnym przeciwnikiem, który nie zasłużył sobie na niegodną śmierć z ręki zwykłego zabójcy (sicario). Don Vito wypowiedział te słowa niedługo przed wybuchem I wojny światowej.
W 1927 roku Don Vito przysłał swojego wysłannika – Salvatore Maranzano – do Nowego Jorku celem zreorganizowania tamtejszych struktur świata przestępczego. Niewykluczone, że myślał o powrocie do Stanów i o przejęciu przywództwa, gdyż w tym czasie Benito Mussolini we Włoszech przeprowadzał antymafijne działania.
W 1929 roku Don Vito został aresztowany przez rząd włoski (kampanię antymafijną prowadził Cesare Mori, któremu nadano przydomek "Żelazny Prefekt"). Nie mogąc znaleźć przekonujących dowodów posłużono się sfabrykowanymi dowodami świadczącymi o jego działalności przemytniczej. Don Vito trafił do więzienia w Uccardone, zmarł nie odzyskawszy wolności, przypuszczalnie w 1932 roku.